# Unbreakable (singel Westlife)
Unbreakable – pierwszy singel irlandzkiego zespołu Westlife, pochodzący z płyty Greatest Hits Unbreakable - The Greatest Hits Vol. 1. Piosenka została napisana przez Jorgena Elofssona i Johna Reid. Utwór ustanowił rekord największego awansu w historii UK Singles Chart awansując z pozycji #196 na sam szczyt notowania w przeciągu tygodnia. "Unbreakable" stał się jedenastym numerem jeden boysbandu w Wielkiej Brytanii, sprzedając się w całkowitym nakładzie 210 000 egzemplarzy.

## Track lista
UK CD1
1. Unbreakable (Single Remix) – 4:28
2. Never Knew I Was Losing You – 4:55
3. World Of Our Own (U.S. Video) – 3:29
4. Behind The Scenes Footage – 2:00

UK CD2
1. Unbreakable (Single Remix) – 4:28
2. Evergreen (Single Remix) – 3:34
3. World Of Our Own (U.S. Mix) – 3:29
4. Fans Roll Of Honour – 2:00

## Listy przebojów
| Lista                             | Najwyższa pozycja |
| --------------------------------- | ----------------- |
| Ö3 Austria Top 40                 | 23                |
| Belgium (Flanderia) Singles Chart | 10                |
| Danish Singles Chart              | 6                 |
| German Airplay Chart              | 14                |
| German Singles Chart              | 12                |
| Irish Singles Chart               | 1                 |
| Japonia (Tokio Hot 100)           | 69                |
| Dutch Top 40                      | 19                |
| New Zealand Singles Chart         | 44                |
| Norwegian Singles Chart           | 9                 |
| Swedish Singles Chart             | 5                 |
| Swiss Singles Chart               | 41                |
| UK Singles Chart                  | 1                 |
| UK Radio Airplay Chart            | 14                |